# Groep-Van Oudenallen
De Groep-Van Oudenallen was een parlementaire afsplitsing en eenmansfractie in de Nederlandse Tweede Kamer, die op 7 juli 2006 werd gevormd door het Kamerlid Gonny van Oudenallen. Zij heeft zich op die dag bij haar intrede in het parlement meteen als eigen fractie gemanifesteerd. Oorspronkelijk verkozen via de Lijst Pim Fortuyn (LPF), waarvoor ze bij de verkiezingen in 2003 kandidaat had gestaan. Van Oudenallen was geen kandidaat meer bij de Tweede Kamerverkiezingen 2006; na die verkiezingen verdween ze uit de Kamer.

## Achtergrond
Van Oudenallen was volgens de lijstvolgorde van de LPF bij de Tweede Kamerverkiezingen 2003 de eerste kandidaat die in aanmerking kwam om Margot Kraneveldt op te volgen, nadat deze op 4 juli 2006 aankondigde per direct de Kamer en de LPF te verlaten. Bij haar daaropvolgende benoemdverklaring werd al gauw echter duidelijk dat de LPF Van Oudenallen niet in de fractie wilde opnemen. Reden hiervoor was onder andere dat ze oneigenlijk gebruik zou hebben gemaakt van politieke subsidies in de periode dat ze gemeenteraadslid was voor de lokale partij Mokum Mobiel in de gemeente Amsterdam. Volgens Van Oudenallen was de werkelijke reden dat de LPF-top graag Olaf Stuger, die lager op de lijst stond, ten koste van haar persoon plaats wilde laten nemen.
Van Oudenallen besloot toch haar recht op de Kamerzetel te laten gelden. Na haar installatie op 7 juli 2006 ging ze als Groep-Van Oudenallen verder.

## Fractie 'Groep-Van Oudenallen'
De 'Groep-Van Oudenallen' fungeerde als een zogeheten eenmansfractie, met één lid annex fractievoorzitter (Gonny van Oudenallen), ondersteund door een team van betaalde en onbetaalde medewerkers, veelal geworven uit eigen omgeving. Van Oudenallen wilde in de korte tijd die ze had als Kamerlid, naar eigen zeggen "Den Haag dichter bij de burger brengen". Een door haar ingebrachte motie die werd aangenomen betrof een virtuele ideeënbus op de website van het ministerie van Financiën waar ambtenaren en burgers via een wedstrijdsysteem ideeën kunnen aanleveren. Medeondertekenaar was Ferd Crone (PvdA). Aangenomen moties waren onder meer Kansspelen via internet (30.362) en Wet werken aan winst (30.572).

## Voorvallen
Van Oudenallen kwam zelf meermalen in het nieuws. Standpunt van Groep Oudenallen over de crisis in het Midden-Oosten: "De minister moet hier wat aan doen. Wat? Ja, dat weet ik ook niet, maar de minister moet er echt iets aan doen". In oktober 2006 herkende Van Oudenallen tijdens een Tweede Kamerdebat de aanwezige minister Hans Hoogervorst van VWS niet en hardnekkig over hem sprak alsof hij niet aanwezig was: "Voorzitter. Ik heb mijn bril niet opgezet en dan zie ik niet alles". Reactie: "Ik deel mevrouw Van Oudenallen
mee dat ik minister Hoogervorst ben. Sinds de invoering van de Zorgverzekeringswet word ik ook op straat herkend. Ik hoop dat dit ook hier het geval is.